# Bernard van Dierendonck
Bernard van Dierendonck (* 1964) ist ein niederländisch-schweizer Fotograf, Journalist und Bergführer.
Bernard van Dierendonck studierte drei Jahre Agrarwissenschaft und hat sich auf digitale Fotografie spezialisiert. Der begeisterte Bergsportler schreibt und fotografiert für Tageszeitungen sowie internationale Bergsport-Magazine als Freelancer und arbeitet als diplomierter Bergführer. Seine Fotos wurden unter anderem von der Welt am Sonntag, der Schweizer SonntagsZeitung, dem Evening Standard und The Times abgedruckt. Im Jahr 2006 wurde seine Arbeit mit dem Wildlife Photographer of the Year, dem wichtigsten Naturfotopreis der Welt, gewürdigt. Für die exklusive Vermarktung seines Bildmaterials zeigt sich die Bildagentur LOOK, München verantwortlich.
Bernard van Dierendonck lebt mit seiner Familie in Zürich und engagierte sich unter anderem bei der Schweizer Greenpeace gegen die Atomenergie.